# David de Medeiros Leite
David de Medeiros Leite, (Mossoró, 17 de junho de 1966), é jurista e professor da Universidade do Estado do Rio Grande do Norte (UERN). É Doutor em Direito pela Universidade de Salamanca (USAL), Advogado e gestor com atuação em diversos cargos da Administração Pública. Também é escritor com vários livros publicados.

## Obras Publicadas
Jurídicos
- Incerto Caminhar[1] (2009)
- Cartas de Salamanca[2] (2011)
- Ruminar - Rumiar[3] (Edição bilíngue: português e espanhol) (2015)
- Mi Salamanca - Guía de un poeta nordestino (versión y pórtico de Alfredo Pérez Alencart y fotos de José Amador Marntín)[4] (2018)